# (2232) Altaj
(2232) Altaj (1969 RD2; 1930 UH; 1951 LT; 1974 VM1) ist ein Asteroid des äußeren Hauptgürtels, der am 15. September 1969 von der russischen Astronomin Bella Burnaschewa am Krim-Observatorium in Nautschnyj (IAU-Code 095) entdeckt wurde.

## Benennung
(2232) Altaj wurde von der Entdeckerin nach dem Gebirge Altai sowie nach der Republik Altai in Russland benannt – dem Wohnort ihrer Mutter Elena Andreevna Vasil’eva.